# Boljenovići
Boljenovići su naselje u Republici Hrvatskoj, u sastavu općine Ston, Dubrovačko-neretvanska županija.

## Stanovništvo
Prema popisu stanovništva iz 2001. godine, naselje je imalo 94 stanovnika te 27 obiteljskih kućanstava.
| broj stanovnika | 288   | 288   | 108   | 131   | 148   | 149   | 162   | 149   | 138   | 142   | 138   | 122   | 106   | 99    | 94    | 87    | 85    |
|                 | 1857. | 1869. | 1880. | 1890. | 1900. | 1910. | 1921. | 1931. | 1948. | 1953. | 1961. | 1971. | 1981. | 1991. | 2001. | 2011. | 2021. |

## Poznate osobe
- Nick Burley (Nicholas Barovich), američki boksač golim šakama, prvak teritorija Yukona 1902.[6]
- Mato Franković, predsjednik dubrovačkog HDZ-a